# Chartreuse d'Asserbo
 (mars 2025).
La chartreuse d'Asserbo est une ancienne forteresse et un ancien monastère chartreux, aujourd'hui en ruine dans la petite ville d'Asserbo, au nord de Frederiksværk, au nord du lac d'Arresø, au nord de la Zélande, au Danemark. Elle est parfois appelée chartreuse de Lund ou Lunden dans les annales cartusiennes. Le monastère est abandonné en 1169.

## Histoire
Asserbo appartenait à l'origine à la famille Hvide (da) dont Skjalm Hvide père d'Asser Rig, père d'Absalon, évêque de Roskilde, puis archevêque de Lund, primat du Danemark.

### Chartreuse
Pendant son exil en France, Eskil de Lund, visite la chartreuse du Montdieu et prend contact avec la Grande Chartreuse en 1156 pour une implantation cartusienne au Danemark. Il charge un de ses amis, Pierre, abbé de Celle, de présenter sa requête au chapitre général de l'ordre des Chartreux. Il sollicite en même temps, pour présider à la fondation, l'envoi de Dom Roger qu'il a connu au Mont-Dieu et qui part pour le Danemark vers 1162. Eskil étant en exil, Absalon accueille les moines français à Asserbo, au nord de Roskilde, qui fait partie de son diocèse. Les nouveaux venus rencontrent de grands obstacles, si bien que Pierre de Celle, devenu alors abbé de Saint-Remi de Reims, doit intervenir une seconde fois auprès du père général des chartreux afin d'obtenir de nouveaux renforts pour la communauté. Des sources danoises anciennes attestent la présence de chartreux à Asserbo de 1162 environ à 1169. Cette fondation disparaît rapidement, le site ne convenant pas. Absalon fait don d'Asserbo au monastère de Sorø.

### Grange monastique
Il appartient ensuite à l'abbaye d'Esrum, fondée par Eskil de Lund et à l'abbaye de Sorø, fondée par Asser Rig, jusqu'à la fin du moyen âge et utilisé comme grange monastique, ferme ou petit manoir administrés par les moines de l'abbaye de Sorø. À l'origine, il comprend un bâtiment principal, une tour avec une cave, diverses caves et quelques maisons à pan de bois. Les bâtiments sont construits sur une structure de grosses briques, appelées briques des moines. Le site est entouré d'un remblai et l'accès n'est possible que par un pont-levis du côté nord. En 1248, des sources écrites indiquent que la chartreuse d'Asserbo devient un petit village, aujourd'hui connu sous le nom d'Asserbo.

### Epoque moderne
À partir du XVe siècle, la chartreuse d'Asserbo est louée à diverses familles nobles, jusqu'à ce que l'intendant du royaume, Poul Laxmand (da), en devienne propriétaire en 1490. Dès lors, la couronne et diverses familles nobles en son propriétaires jusqu'au début du XVIIIe siècle, quand elle est laissée à l'abandon, sous l'action des sables dérivants, dévastateurs à l'époque. 
Les sables et les dunes à la dérive sont finalement arrêtés dans les années 1730 et couverts par la plantation de Tisvilde Hegn (da). La chartreuse fait l'objet de fouilles en 1849 et les berges sont restaurées en 1972.